# Hvalinszki járás

A Hvalinszki járás a Szaratovi területen

A Hvalinszki járás (oroszul: Хвалынский муниципальный район) Oroszország egyik járása a Szaratovi területen. Székhelye Hvalinszk.

## Népesség
- 1989-ben 15 297 lakosa volt.
- 2002-ben 12 962 lakosa volt.
- 2010-ben 23 887 lakosa volt, melyből 20 208 orosz, 1 434 tatár, 450 mordvin, 315 csuvas, 247 ukrán, 197 örmény, 86 azeri, 54 kazah stb. A számok magukba foglalják a város adatait is.